# Offener Kanal Worms
Im Jahr 1988 ging der Offene Kanal Worms als einer der ersten Offenen Kanäle in Rheinland-Pfalz erstmals auf Sendung. Jeder Bürger kann hier selbst produzierte Filmbeiträge kostenlos senden, entsprechend dem Motto „Bürger machen Fernsehen“.
Der Offene Kanal Worms wird über das Kabelnetz in Worms und Osthofen (Kanal S 20) an ca. 25.000 Haushalte verbreitet. 2003 wurden in 1164 Sendestunden 497 Beiträge gesendet. Im Gebäude der Karmeliter-Grundschule stehen analoge und digitale Schnittplätze sowie ein Studio für Live-Übertragungen zur Verfügung.
Einige feste Sendungen und Interessengruppen der „ersten Stunde“ gehen bis heute regelmäßig auf Sendung, um die Wormser über das Geschehen in ihrer Stadt zu informieren. Dazu gehören die „Freitagspalette“, „Jugendforum“ (heute „Wormser TV-Illustrierte“) und das „Wormser Montags-Magazin“. Anfangs sah die Lokalpresse insbesondere durch die aktuelle Sportberichterstattung des Magazins „Lokalsport“ unerwünschte Konkurrenz entstehen, es überdauerte jedoch nicht bis heute.
Zu Beginn der 1990er Jahre sorgte der unabhängige „Förderverein Wormser Montags-Magazin“ für Aufsehen in der Presse: Es ist einmalig unter den Offenen Kanälen Deutschlands, dass neben dem offiziellen Trägerverein der Landeszentrale für Medien und Kommunikation ein weiterer, unabhängiger besteht. Die Differenzen wurden beigelegt, bis heute herrscht jedoch eine Aufgabenteilung – stellt der offizielle Trägerverein Räumlichkeiten zur Verfügung und gewährleistet die Sendeabwicklung, so hat der Förderverein großes Gewicht bei den Inhalten.